# Département Hautes-Alpes
Das Département des Hautes-Alpes, kurz Hautes-Alpes [otˈzalp], ist das französische Département mit der Ordnungsnummer 05. Es liegt im Südosten des Landes in der Region Provence-Alpes-Côte d’Azur an der italienischen Grenze und wurde so benannt, weil hier – sieht man von den Gipfeln der Mont-Blanc-Gruppe im Département Haute-Savoie ab – die höchsten Berge Frankreichs liegen.

## Geographie
Das Département grenzt an die Départements Alpes-de-Haute-Provence, Drôme, Isère und Savoie sowie an Italien.
Das Département liegt im südlichen Teil der Westalpen. Mit der 4102 m hohen Barre des Écrins liegt der Gipfel des südlichsten Viertausenders der Alpen auf dem Gebiet des Départements. Zu den höchsten Bergen gehören neben der Barre des Écrins La Meije (3983 m), L’Ailefroide (3953 m), der Mont Pelvoux (3946 m), der Pic Gaspard (3883 m), der Pic de Neige-Cordier (3613 m). An Pässen finden sich der Col Agnel (2744 m) der Col du Galibier (2645 m), der Col d’Izoard (2361 m), der Col de Vars (2111 m) sowie der Col du Lautaret (2058 m).
Ein Großteil des Départements wird durch die nach Süden fließende Durance und ihre Nebenflüsse Buëch, Clarée, Guil und Guisane entwässert. Lediglich die Flüsse Drac und Romanche fließen nach Norden. Als größter See gilt der knapp 30 km² große Stausee Lac de Serre-Ponçon.
Zum Département Hautes-Alpes gehören die Landschaften Briançonnais, Bochaine, Champsaur, Dévoluy, Embrunais, Gapençais, Guillestrois, Laragnais, Queyras, Veynois, Valgaudemar sowie das Pays des Écrins.
Der Nationalpark Écrins sowie der Regionale Naturpark Queyras stellen die beiden bedeutenden Naturschutzgebiete auf dem Gebiet des Départements Hautes-Alpes dar.

## Wappen
Beschreibung: Das Wappen ist gespalten und zeigt vorn in Rot ein goldenes Tolosanerkreuz und hinten in Gold einen rot beflossten blauen Delfin. Im blauen Schildhaupt befinden sich drei Reihen gesäte goldene Lilien.

## Geschichte
Durch ein Gesetz vom 22. Dezember 1789 entstand am 4. März 1790 das Département Hautes-Alpes als eines von 83 Départements. Es wurde aus dem südöstlichen Teil der Provinz Dauphiné sowie dem nördlichen Teil der Provinz Provence gebildet und in die vier Arrondissements Briançon, Embrun, Gap und Serres mit 39 Kantonen eingeteilt. Hauptort wurde die Gemeinde Chorges, jedoch wechselte die Verwaltung noch im selben Jahr nach Gap. Am 17. Februar 1800 erfolgte eine neue Aufteilung der Kantone auf die Arrondissements, dabei wurde das Arrondissement Serres abgeschafft. Im April 1848 war der Naturwissenschaftler und Pariser Augenarzt Félix Giraud-Teulon, ein Pionier der Ophthalmoskopie, Präfekt des Départements. Nach der Reform vom 10. September 1926 wurde auch das Arrondissement Embrun aufgelöst.
Das Departement pflegte in den 1960er- und 1970er-Jahren eine Freundschaft mit dem Kreis Ilmenau im DDR-Bezirk Suhl.

## Gemeinden
Zu den Gemeinden des Départements zählen neben Gap (40.656 Ew.) und Briançon (10.748 Ew.) Embrun (6387 Ew.), Laragne-Montéglin (3566 Ew.) und Veynes (3244 Ew.). Die Einwohnerzahlen beziehen sich jeweils auf den Stichtag 1. Januar 2022. Mit Saint-Véran auf einer Höhe von 2042 m befindet sich zudem die höchstgelegene Gemeinde Frankreichs im Département Hautes-Alpes.

## Verwaltungsgliederung
| Arrondissement           | Kantone | Gemeinden | Einwohner 1. Januar 2022 | Fläche km² | Dichte Einw./km² | Code INSEE |
| ------------------------ | ------- | --------- | ------------------------ | ---------- | ---------------- | ---------- |
| Briançon                 | 4       | 36        | 33.484                   | 2.138,14   | 16               | 051        |
| Gap                      | 11      | 126       | 108.193                  | 3.410,54   | 32               | 052        |
| Département Hautes-Alpes | 15      | 162       | 141.677                  | 5.548,68   | 26               | 05         |

Siehe auch:

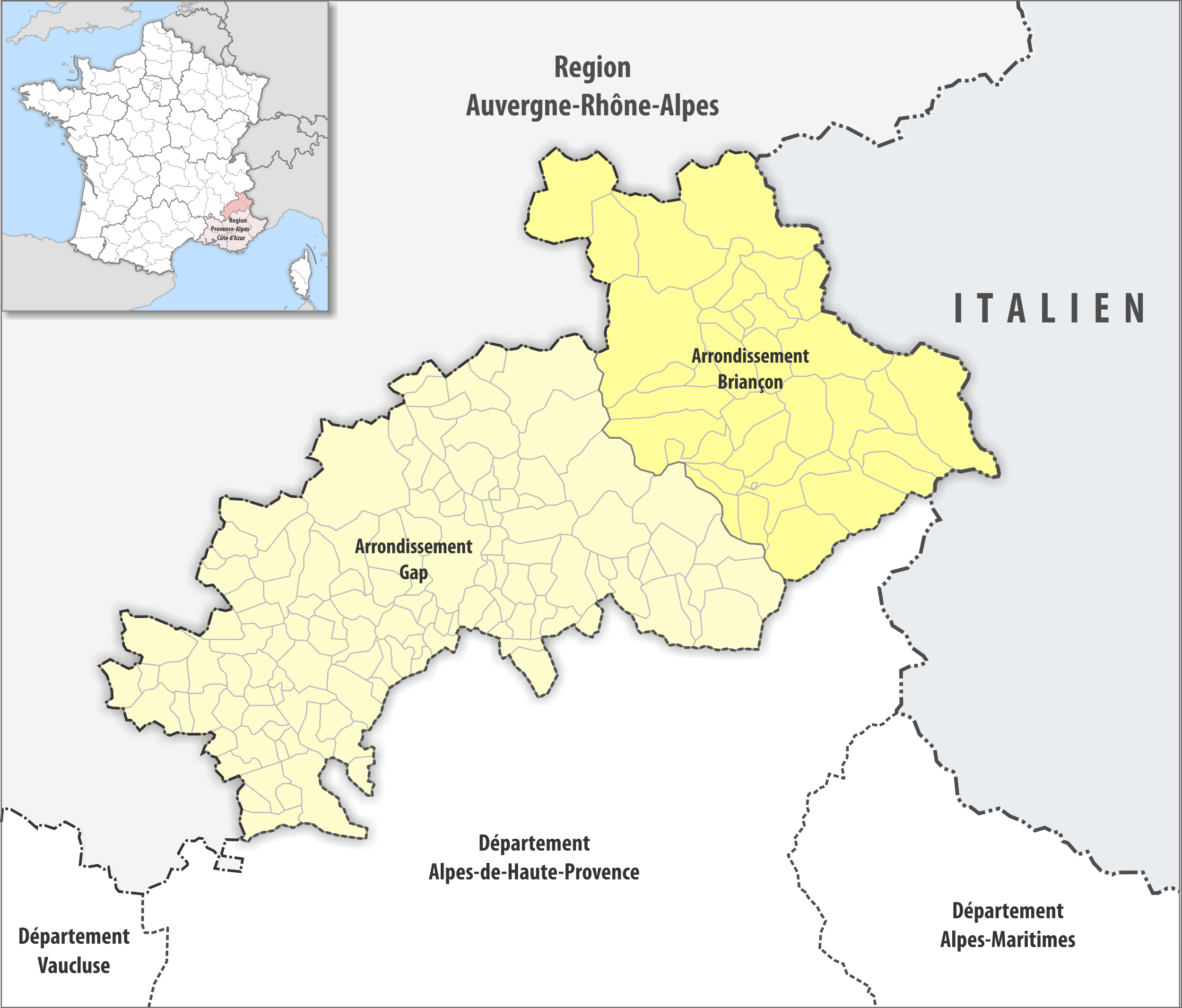
Gemeinden und Arrondissemente im Département Hautes-Alpes

- Liste der Gemeinden im Département Hautes-Alpes
- Liste der Kantone im Département Hautes-Alpes
- Liste der Gemeindeverbände im Département Hautes-Alpes